# Marcos Uriarte
Marcos Uriarte (* 7. Dezember 2004 in Santander) ist ein spanischer Motorradrennfahrer.
Sein jüngerer Cousin Brian Uriarte (* 2008) ist ebenfalls Rennfahrer.

## Karriere
Marcos Uriarte fuhr 2018 im European Talent Cup. 2019 kam noch der Red Bull MotoGP Rookies Cup dazu. Er wurde im Saisonfinale Dritter sowie in der Gesamtwertung Achter. Im selben wechselte er zudem in die CEV JuniorGP Moto3 Championship, in der er mehrere Saisons für verschiedene Teams fahren sollte. 2021 gelang Uriarte als Teil der Laglisse Academy mit einem dritten Platz sein erster Podestplatz, fuhr in diesem Jahr jedoch nicht die volle Saison. Dennoch hatte er mit einem 18. Gesamtrang und 29 Punkten seine bisher beste Gesamtplatzierung der Serie.
2022 gab Uriarte beim Großen Preis von Katalonien sein Debüt in der Moto3-Weltmeisterschaft für das Rivacold Snipers Team. Aufgrund eines Sturzes konnte er das Rennen jedoch nicht beenden. Auch die Saison selbst war für ihn nach einer längeren Verletzungspause frühzeitig zu Ende. Erst 2023 kehrte er mitten in der Saison zurück, konnte jedoch nicht an seine Leistung vor der Zwangspause anknüpfen.
Dennoch bekam der Spanier 2024 beim CF Moto Aspar Team eine neue Chance. Er und seine Teamkollege Alessandro Morosi waren mit jeweils 19 Jahren unter den ältesten Fahrern im Feld. Der Teamwechsel half Uriarte. Gleich beim ersten Rennen auf dem Misano World Circuit Marco Simoncelli wurde er Dritter, im zweiten Rennen Sechster. Im nächsten Rennwochenende wurde der Spanier Zweiter, was seine bislang beste Platzierung seiner Karriere bedeutete. Darüber hinaus lag er in dieser Saison bereits bei 46 Punkten und hatte damit in den ersten drei Rennen mehr Punkte in der Serie eingefahren als in seinen ersten fünf Saisons dieser Serie. Im nächsten Wochenende fuhr er als Zweiter bzw. Dritter erneut zweimal aufs Podium und übernahm damit sogar die Gesamtführung.

## Statistik

### In der Motorrad-Weltmeisterschaft
(Stand: Großer Preis von Österreich, 17. August 2025)
| Saison | Klasse | Team                  | Motorrad | Rennen | Siege | Zweiter | Dritter | Poles | Schn. Runden | Punkte | Ergebnis |
| ------ | ------ | --------------------- | -------- | ------ | ----- | ------- | ------- | ----- | ------------ | ------ | -------- |
| 2022   | Moto3  | Rivacold Snipers Team | Honda    | 1      | –     | –       | –       | –     | –            | 0      | NC       |
| 2024   | Moto3  | CFMoto Aspar Team     | CFMoto   | 1      | –     | –       | –       | –     | –            | 0      | 35.      |
| 2025   | Moto3  | Gryd – Mlav Racing    | Honda    | 3      | –     | –       | –       | –     | –            | 20     | 22.      |
| 2025   | Moto3  | Level Up – MTA        | KTM      | 5      | –     | –       | –       | –     | –            | 20     | 22.      |
| Gesamt | Gesamt | Gesamt                | Gesamt   | 10     | 0     | 0       | 0       | 0     | 0            | 20     |          |

Einzelergebnisse
| Saison | 1        | 2           | 3           | 4         | 5          | 6          | 7                      | 8           | 9           | 10                     | 11          | 12                     | 13         | 14             | 15         | 16         | 17         | 18         | 19         | 20           | 21       | 22       |
| ------ | -------- | ----------- | ----------- | --------- | ---------- | ---------- | ---------------------- | ----------- | ----------- | ---------------------- | ----------- | ---------------------- | ---------- | -------------- | ---------- | ---------- | ---------- | ---------- | ---------- | ------------ | -------- | -------- |
| 2022   | Katar    | Indonesien  | Argentinien | USA-Texas | Portugal   | Spanien    | Frankreich             | Italien     | Katalonien  | Deutschland            | Niederlande | Vereinigtes Konigreich | Osterreich | San Marino     | Aragonien  | Japan      | Thailand   | Australien | Malaysia   | Valencia     |          |          |
| 2022   |          |             |             |           |            |            |                        | DNF         |             |                        |             |                        |            |                |            |            |            |            |            |              |          |          |
| 2024   | Katar    | Portugal    | USA-Texas   | Spanien   | Frankreich | Katalonien | Italien                | Niederlande | Deutschland | Vereinigtes Konigreich | Osterreich  | Aragonien              | San Marino | Emilia-Romagna | Indonesien | Japan      | Australien | Thailand   | Malaysia   | Black Ribbon |          |          |
| 2024   |          |             |             |           |            |            |                        |             |             |                        |             |                        |            |                |            |            |            |            | 25         |              |          |          |
| 2025   | Thailand | Argentinien | USA-Texas   | Katar     | Spanien    | Frankreich | Vereinigtes Konigreich | Aragonien   | Italien     | Niederlande            | Deutschland | Tschechien             | Osterreich | Ungarn         | Katalonien | San Marino | Japan      | Indonesien | Australien | Malaysia     | Portugal | Valencia |
| 2025   | 13       | DNF         | INJ         | INJ       | INJ        | INJ        | INJ                    | 23          | 16          | 10                     | 10          | 11                     | 16         |                |            |            |            |            |            |              |          |          |

| Legende  | Legende            | Legende                                                          |
| Farbe    | Abkürzung          | Bedeutung                                                        |
| -------- | ------------------ | ---------------------------------------------------------------- |
| Gold     | –                  | Sieg                                                             |
| Silber   | –                  | 2. Platz                                                         |
| Bronze   | –                  | 3. Platz                                                         |
| Grün     | –                  | Platzierung in den Punkten                                       |
| Blau     | –                  | Klassifiziert außerhalb der Punkteränge                          |
| Violett  | DNF                | Rennen nicht beendet (did not finish)                            |
| Violett  | NC                 | nicht klassifiziert (not classified)                             |
| Rot      | DNQ                | nicht qualifiziert (did not qualify)                             |
| Rot      | DNPQ               | in Vorqualifikation gescheitert (did not pre-qualify)            |
| Schwarz  | DSQ                | disqualifiziert (disqualified)                                   |
| Weiß     | DNS                | nicht am Start (did not start)                                   |
| Weiß     | WD                 | zurückgezogen (withdrawn)                                        |
| Hellblau | PO                 | nur am Training teilgenommen (practiced only)                    |
| Hellblau | TD                 | Freitags-Testfahrer (test driver)                                |
| ohne     | DNP                | nicht am Training teilgenommen (did not practice)                |
| ohne     | INJ                | verletzt oder krank (injured)                                    |
| ohne     | EX                 | ausgeschlossen (excluded)                                        |
| ohne     | DNA                | nicht erschienen (did not arrive)                                |
| ohne     | C                  | Rennen abgesagt (cancelled)                                      |
| ohne     | keine WM-Teilnahme |                                                                  |
| sonstige | P/fett             | Pole-Position                                                    |
| sonstige | 1/2/3/4/5/6/7/8    | Punktplatzierung im Sprint-/Qualifikationsrennen                 |
| sonstige | SR/kursiv          | Schnellste Rennrunde                                             |
| sonstige | *                  | nicht im Ziel, aufgrund der zurückgelegten Distanz aber gewertet |
| sonstige | ()                 | Streichresultate                                                 |
| sonstige | unterstrichen      | Führender in der Gesamtwertung                                   |